# Manasarovar
Jezero Mansarovar (Predloga:Lang-sa), also called Mapam Yumtso (tibetanščina: མ་ཕམ་གཡུ་མཚོ།, Wylie: ma pham g.yu mtsho, THL: ma pam yu tso; kitajsko: 瑪旁雍錯; pinjin: Mǎ páng yōng cuò) locally, je visokogorsko sladkovodno jezero, ki ga napajajo ledeniki Kailaš blizu gore Kailaš v okrožju Burang, prefektura Ngari, Avtonomna pokrajina Tibet, Kitajska. Jezero skupaj z goro Kailaš na severu sta sveta mesta štirih religij: hinduizma, džainizma, budizma in bon.

## Etimologija
Sanskrtska beseda Mansarovar (मानसरोवर) je kombinacija dveh sanskrtskih besed; Mānas (मानस्) pomeni »um (v najširšem pomenu, ki se uporablja za vse mentalne moči), intelekt, inteligenca, razumevanje, zaznavanje, čut, vest«, medtem ko sarovara (सरोवर) pomeni »jezero ali velik ribnik, dovolj globok za lotos«.

## Geografija
Je približno 50 kilometrov severozahodno od Nepala, približno 100 kilometrov vzhodno od Utarakhanda in v jugozahodni regiji Tibeta. Jezero leži na 4590 m nadmorske višine, kar je razmeroma visoka nadmorska višina za veliko sladkovodno jezero na večinoma s slanimi jezeri posejani Tibetanski planoti. Pozimi zmrzne. Po Brockmanu je to eno najvišjih sladkovodnih jezer v Aziji (najvišje je jezero Tiličo v Nepalu na nadmorski višini 4919 m).
Jezero Mansarovar je razmeroma okrogle oblike z obsegom 88 km. Njegova globina doseže največ 90 m, njegova površina pa je 320 km². Z bližnjim jezerom Rakšastal je povezan z naravnim kanalom Ganga Čhu. Jezero Mansarovar je blizu izvira reke Satledž, ki je najbolj vzhodni veliki pritok Inda. V bližini so izviri reke Brahmaputra, reke Ind in Karnali, pomembnega pritoka Gangesa.
Jezero Mansarovar se izliva v jezero Rakšastal, ki je endoreično jezero s slano vodo. Ko se je gladina jezera Rakšastal ujemala z gladino jezera Mansarovar, so se ti (zelo ozko) združeni jezeri prelili v porečje Satledža.
Jezero Mansarovar in gora Kailaš sta vidna s prelaza Lapča La, ki je nad dolino Limi v okrožju Humla v Nepalu.
Maja 2020 je Indija slovesno odprla novo 80 km dolgo cesto od Dharčule do prelaza Lipulekh vzdolž indijsko-kitajske meje v okviru geostrateškega projekta indijsko-kitajskih mejnih cest do Kailaš-Manasarovarja v Tibetu.

## Zgodovina in besedila
Jezero (ali njegova lokacija) ni omenjeno v vedski literaturi ali starodavnih sanskrtih in prakritskih besedilih. Čeprav kolonialna doba in sodobna besedila trdijo, da je Manasarovar med najbolj svetimi kraji indijskih religij, zlasti hinduizma, tega statusa ni mogoče najti v zgodnjih indijskih besedilih pred besedili avtorjev v 1. tisočletju našega štetja. Namesto tega zgodnja budistična, hinduistična in džainistična besedila omenjajo mitsko goro Meru in jezero Manasa. Mitsko jezero Manasa je opisano kot tisto, ki ga je ustvaril Brahmov um kot prednostno bivališče njegove vahana hamse.
Medtem ko v starodavnih sanskrtskih besedilih ni izrecne omembe tega jezera ali bližnje gore, je ta regija Tibeta posredno omenjena v himni 2.15 Rigvede. Tam piše, da reka Ind teče proti severu zaradi Indrine moči, kar je geografska realnost le v Tibetu. To je v kontekstu Himavanta (ali Himalaje). Po mnenju Fritsa Staala, strokovnjaka za sanskrt in vedske študije, je zaradi tega verjetno, da so nekateri izmed starodavnih vedskih ljudi sledili poti reke Ind in videli dolino blizu gore Kailaš. Vendar ni nobene omembe o tem jezeru ali o tem, da bi bilo tirtha (romarski kraj).
Običajno so glavna zgodovinska romarska mesta, ki so jih obiskovali budisti, hindujci in džainisti, pritegnila razpravo v svojih besedilih in gradnjo infrastrukture s strani bogatih pokroviteljev ali kraljev. V hinduizmu so to poglavja mahatmja v Puranah, infrastruktura pa vključuje templje, darmasale, ašrame in romarske objekte. Vsaj do leta 1930 v regiji Kailaš-Manasarovar ni bilo dokazov o takšnih strukturah.
Najzgodnejša preverljiva poročila, ki potrjujejo, da je to jezero privabljalo romarje, so poročila budistov. Po besedah Luciana Petecha tibetanski zapisi potrjujejo, da so budisti ob koncu 12. stoletja menili, da je regija, ki je zdaj opredeljena kot Kailaš in Manasarovar, njihova sveta geografija, s številnimi poročili o budističnih menihih, ki meditirajo v jami Go-zul Kailaš in obkrožajo goro.
Po mnenju Alexa McKaya se je možna sinteza ezoteričnega budizma in šivajizma v Nepalu, Tibetu in vzhodni regiji Indije morda razširila in prinesla Kailaš in jezero Manasarovar v skupno sveto geografijo za budiste in hindujce. Besedilo Mahanirvana Tantra iz 13. stoletja posveča prvo poglavje Kailašu in jezeru Manasarovar kot romarskemu kraju. To je bilo morda povezano s ponovnim odkritjem njegovega pomena za glavne reke na podcelini.
Med letoma 1901 in 1905 je južni Tibet postal strateško pomemben za Britanski imperij. Uradniki iz kolonialne dobe so se odločili spodbujati in pomagati versko romanje k temu jezeru in Kailašu s komentarji, kot je »bhakta bo pionir trgovine«. Do leta 1907 je to mesto obiskalo okoli 150 romarjev letno, kar je bistveno več kot v 19. stoletju. Število indijskih romarjev je do leta 1930 naraslo na 730. Romarsko cesto in objekte do tega jezera in Kailaša so po letu 1930 zgradili Indijci v sodelovanju s tibetanskimi menihi in uradniki.

## Verski pomen

### V hinduizmu
Jezero Manasarovar in gora Kailaš naj bi bila prebivališče Šive. To je kraj, kjer naj bi Šiva ukrotil sveto reko Ganges in jo poslal, da nahrani rodovitne doline pod Himalajo. Včasih se zamenjuje z Meru. Za hindujske šamane Khas iz bližnje regije Humla (severozahodni Nepal) je ritualna kopel v jezeru Manasarovar pomemben korak pri pridobivanju njihovih šamanskih moči.

### V religiji Bon
Vera Bon je povezana tudi s svetim mestom svetega božanstva Džang Džung Meri. Ko je Tonpa Šenrab, ustanovitelj religije Bon, prvič obiskal Tibet in se okopal v jezeru.

### V budizmu
Budisti povezujejo jezero kot materinski princip, s Kailaom kot očetovskim principom. Tukajšnje svetišče Jamantaka je eno od osmih božanstev varuhov, ki je prikazano v dejanju spolnega objema, da združi sočutje in modrost. Tradicionalni 32-miljski krog okoli gore, imenovan kora, naj bi bil posebej sveti pohod. Po legendi se je kraljica Maja kopala v Manasarovarju, preden je rodila Budo.
Ob jezeru je nekaj samostanov, od katerih je najbolj opazen starodavni samostan Čiu, zgrajen na strmem hribu, ki je videti, kot da je izklesan naravnost iz skale.

### V džainizmu
V džainizmu je jezero Manasarovar povezano s prvim Tirthankaro, Rišabho. Po džainističnih spisih je prvi Tirthankar, Bhagvan Rišabhdev, dosegel nirvano na gori Aštapad. Sin Bhagvana Rišabhdeva, Čakravati Bharat, je zgradil palačo, okrašeno z dragulji, na gori Aštapad v Himalaji. Obstaja veliko zgodb, povezanih z Aštapadom Maha Tirthom, kot so Kumarjevi in Sagarjevi sinovi, Tapas Kher Parna, Ravan in Mandodri Bhakti, med mnogimi drugimi.

## Galerija
- Pot do jezera Manasarovar
- Mali templji in stupe ob jezeru
- Budistične molitvene zastavice na obali
- Spomeniki in gora Kailaš v bližini jezera
- Sončni zahod na gori Kailaš